# 巨车轮螺
巨车轮螺（学名：Architectonica maxima），是异腹足目车轮螺科车轮螺属的一种。主要分布于越南、印度尼西亚、中国大陆、台湾，常栖息在潮下带。
其种加词“maxima”意为“巨大的”。